# Anna di Kašin
Anna di Kašin (russo: Святая благоверная великая княгиня - инокиня Анна Кашинская) (... – Kašin, 2 ottobre 1368) è stata una monaca cristiana russa della dinastia Rurik. È venerata come santa dalla Chiesa ortodossa russa e dai Vecchi Credenti. Viene ricordata il 2 ottobre e il 24 giugno.

## Biografia
Figlia del principe Dimitrij Borisovič e bisnipote del Principe Basilio di Rostov, fu educata fin dai suoi primi anni di vita a una stretta aderenza ai dettami cristiani. Il suo precettore fu Sant'Ignazio, vescovo di Rostov, noto per il suo altruismo nei confronti dei più bisognosi. Come ogni nobildonna del suo tempo Anna imparò inoltre l'arte del cucito. Una volta cresciuta, la Principessa Ksenija di Tver', seconda moglie del Gran Principe Jaroslav di Tver', inviò un'ambasciata a Rostov recante la richiesta di unire in matrimonio Anna con il proprio figlio Mikhail. Il riscontro fu positivo e Anna divenne sposa di quest'ultimo.
Il matrimonio si svolse l'8 novembre 1294 nella Cattedrale Preobraženskij di Tver'. Per celebrare questo evento gli abitanti della città di Kašin costruirono il Tempio Mikhailovskij e una grande porta monumentale sulla via per Tver', chiamandola anch'essa "Mikhailovskij." Una commemorazione dello sposalizio viene officiata ogni anno nella Cattedrale di Kašin.
Anna e Mikhail ebbero cinque figli:
1. Feodora
2. Principe Demetrio di Tver' (1299–1326)
3. Principe Alessandro I di Tver' (1301–1339)
4. Principe Konstantin di Tver' (1306–1346)
5. Principe Basilio di Kašin (morto dopo il 1368)

Nel 1294 il padre di Anna morì e nel 1295 un terribile incendio distrusse Tver'. Poco dopo tale evento la primogenita della coppia, Teodora, morì ancora bambina dopo una breve malattia. Nel 1296 un altro incendio distrusse il loro palazzo e i principi si salvarono a stento. Nel 1317 prese inizio l'aspro scontro che contrappose il marito al Principe Jurij di Mosca.
Nel 1318 la principessa vide per l'ultima volta suo marito che, convocato a Saraj da Uzbeg Khan, fu ivi torturato a morte il 22 novembre 1318. Anna venne a conoscenza di tale fatto solo nel luglio successivo e, dopo aver saputo che i resti del marito erano stati trasportati a Mosca, inviò un'ambasciata nell'intento di riottenerli. Grazie agli uffici della moglie il corpo di Mikhail fece così ritorno a Tver', ove fu seppellito nella Cattedrale Preobraženskij.
Nel 1325, Dmitrij, primo figlio maschio della coppia, fu, come il padre, torturato e ucciso dall'Orda. Nel 1327, il suo terzogenito Alessandro, sterminò il contingente tataro che si era installato a Tver'. Per vendetta il Khan inviò un nuovo esercito e distrusse la città; Alessandro fu costretto a fuggire a Pskov. Per un decennio Anna non rivide il proprio figlio che, assieme al nipote Fëdor, fu squartato dall'Orda nel 1339.
Dopo la morte del Principe Mikhail, Anna decise di rifugiarsi "nel silenzio e nel lavoro per Dio". Prese così i voti monastici nel monastero di Santa Sofia di Tver' ove adottò il nome di Eufrosinija. Nel 1365 il figlio più giovane della Principessa, Basilio, l'unico rimasto in vita, convinse la madre a trasferirsi nel proprio Principato. Si ritirò nel monastero Uspenskij di Kašin, dove la santa prese lo schema con il nome di Anna.
Morì in tarda età il 2 ottobre 1368 e fu seppellita nella Cattedrale della Beata Vergine.

## Glorificazione
Il nome della Principessa Anna fu dimenticato per alcuni secoli. Fu durante l'assedio di Kašin da parte delle truppe lituane che, secondo le sue agiografie, Anna apparve a un fedele annunciando che avrebbe pregato il Salvatore e la Madonna per la liberazione della città dalle truppe nemiche.
Il sinodo della Chiesa ortodossa russa, riunito nel 1649, dichiarò le sue reliquie degne della venerazione universale e la glorificò a Santa. Ventotto anni dopo il Gioacchino convocò un nuovo sinodo chiedendo la sua immediata decanonizzazione a causa della grande venerazione cui la stessa era oggetto da parte dei Vecchi Credenti.
Si ritiene che gli scismatici innalzarono Anna nel loro Palladium perché la Principessa era solitamente raffigurata nelle icone nell'atto di compiere il segno della croce con due dita, così come voleva il vecchio rituale ortodosso, invece che con tre, uso introdotto dalle Riforme di Nikon nel 1656. Opere di autori del Vecchio Credo spiegano inoltre tale culto con il fatto che, da un esame delle reliquie, una mano del corpo incorrotto di Anna sia piegata con le due dita tese. Nonostante le autorità ecclesiastiche si siano sforzate di "correggere" tale situazione, secondo queste fonti agiografiche, la mano sarebbe sempre tornata nella posizione originaria, provocando l'ira di Gioacchino che, prima di convocare il sinodo, ordinò che i resti della Santa non fossero più esposti alla venerazione dei credenti.
Secondo studi recenti la sua decanonizzazione sarebbe stata invece determinata dalla circolazione di una Vita della Santa, composta da Ignatius di Solovki, uno dei più noti e radicali leader del Raskol.
Fu solo il 12 giugno 1909 che la Chiesa ortodossa russa glorificò nuovamente Anna, stabilendone il culto. Lo stesso anno una comunità monastica fu creata in suo onore a Groznyj, un anno dopo una chiesa le fu consacrata a San Pietroburgo.

## Fonti
- (RU)  S. Archangelov, Житие и чудеса святой благоверной княгини Анны Кашинской, San Pietroburgo, 1909
- (RU)  T. Manuchina, Святая благоверная княгиня Анна Кашинская, Parigi, 1954